# قلعه کارلشتین
قلعه کارلشتین (به چکی: hrad Karlštejn) قلعه ای به سبک گوتیک واقع در جمهوری چک است.

## تاریخچه

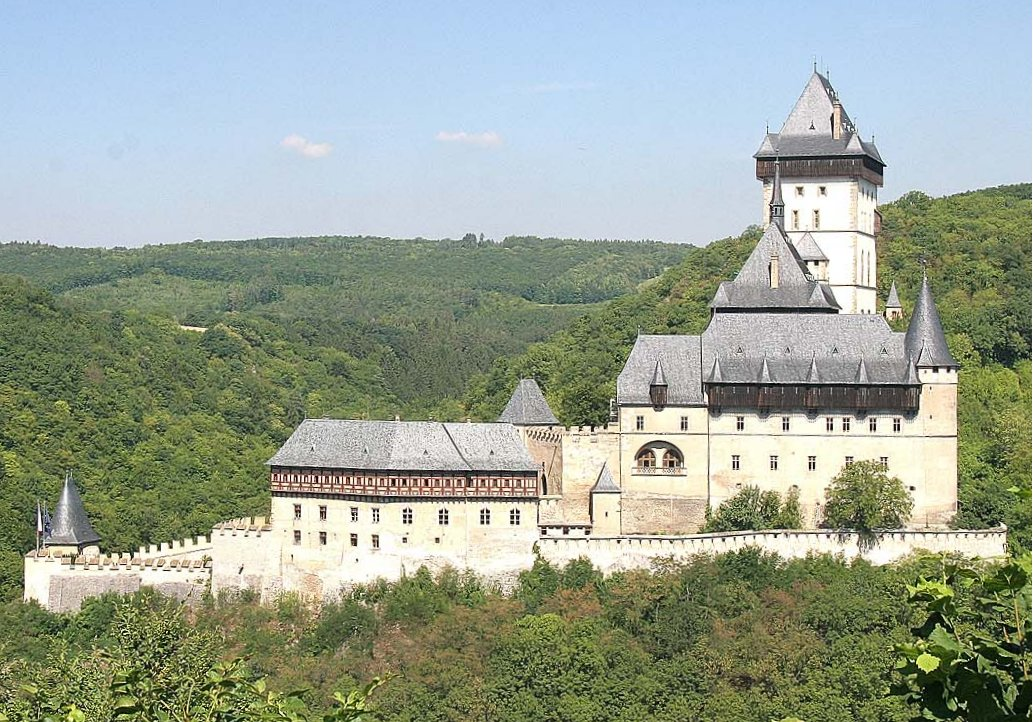

قلعه کارلشتین که نزدیک شهر پراگ واقع شده است در سال ١٣۴٨ م. به وسیله شاه کارل چهارم ساخته شد. سنگ بنای ساخت این قلعه با حضور اسقف اعظم آرنوشت پاردبیتس نهاده شد. در سال ١٣۵٣ طبق اطلاعات ثبت شده توسط اسقف یان مارتیگولا، ساختن کاخ و نمازخانه میکولاش مقدس و در سال ١٣۵٧ ساختن کامل قلعه به پایان رسید. کارل چهارم از این قلعه برای مخفی کردن جواهرات، اسناد مهم و استراحت خود استفاده می کرد.

## معماری
قلعه کارلشتین بر بالای تپه واقع شده است. این قلعه سه ساختمان بزرگ دارد که به صورت پلکانی بر روی هم ساخته شده اند.
اقامتگاه سرپرست قلعه در حیات پایین است. در حیاط دوم کاخ شاه و کلیسای ماریای مقدس و برج بزرگ قلعه در حیاط سوم قرار دارد. هر حیاط نماز خانه مخصوص به خود دارد. در برج بزرگ، نماز خانه صلیب مقدس قرار دارد که به وسیله سنگ‌های قیمتی تزئین شده است. در دوره کارل چهارم از این نماز خانه برای مخفی کردن جواهرات و تاج پادشاهی استفاده می شد.

## وضعیت کنونی
در سال ۱۹۱۸ قلعه کارلشتین تحت مالکیت و سرپرستی دولت چکسلواکی قرار گرفت. در سال ۱۹۶۲ قلعه کارلشتین میراث فرهنگی چک اعلام شد.

## نگارخانه

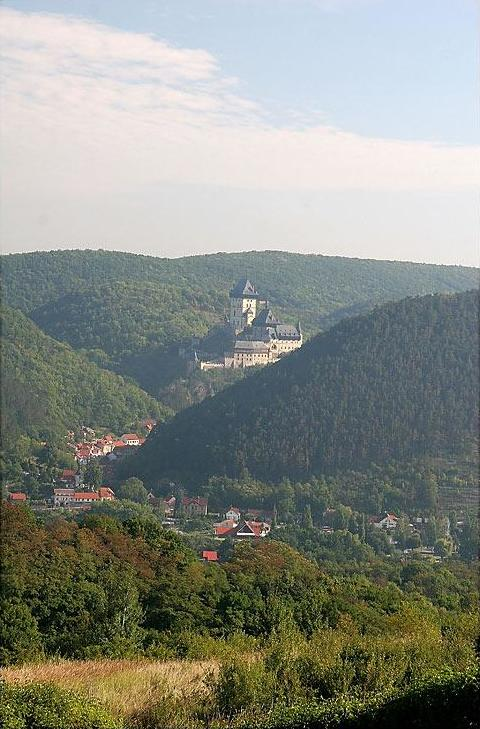
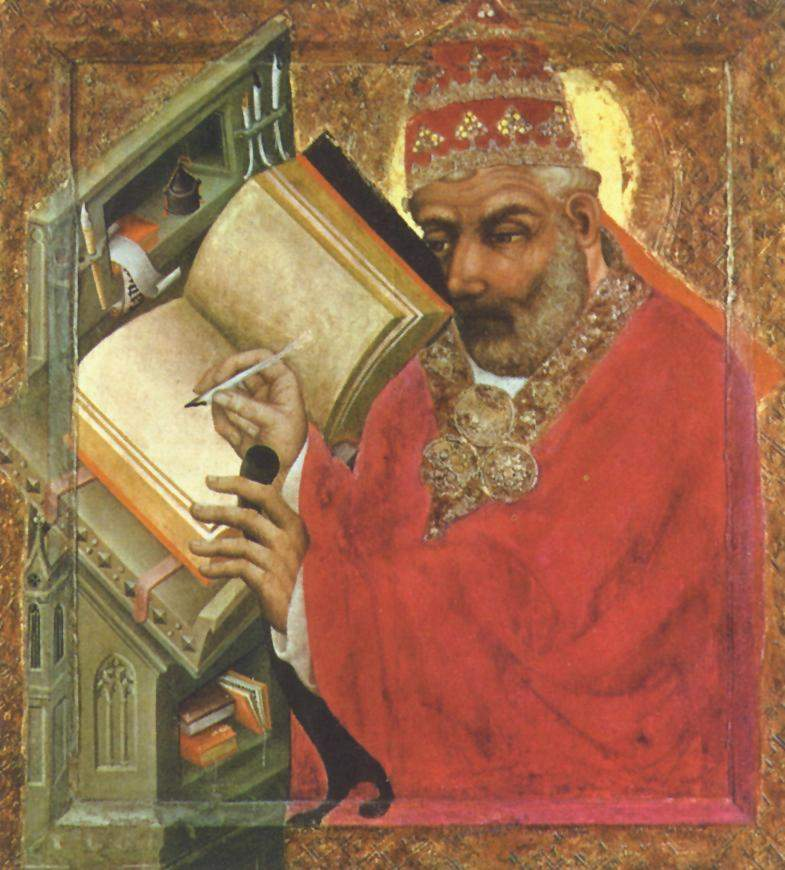
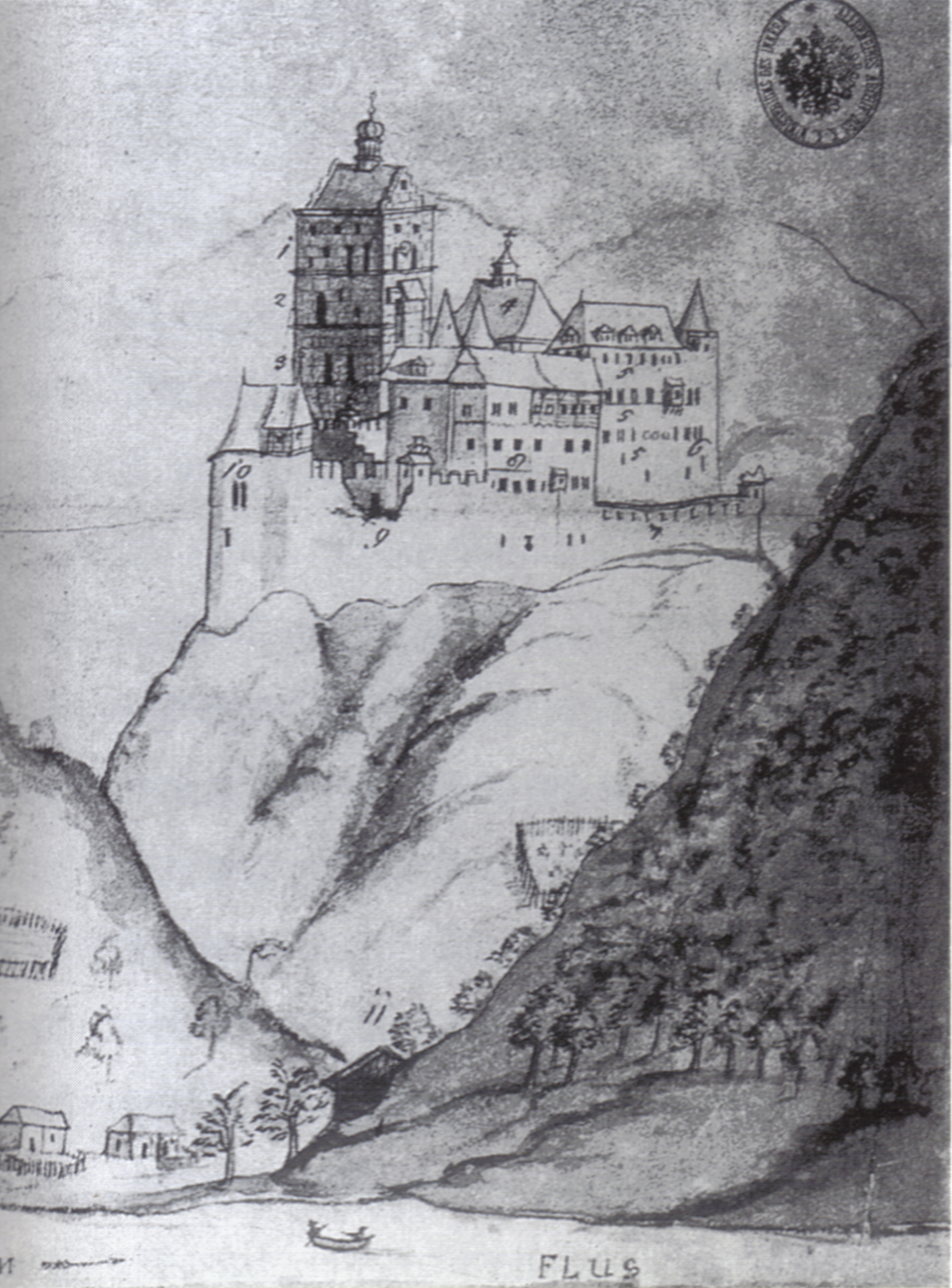
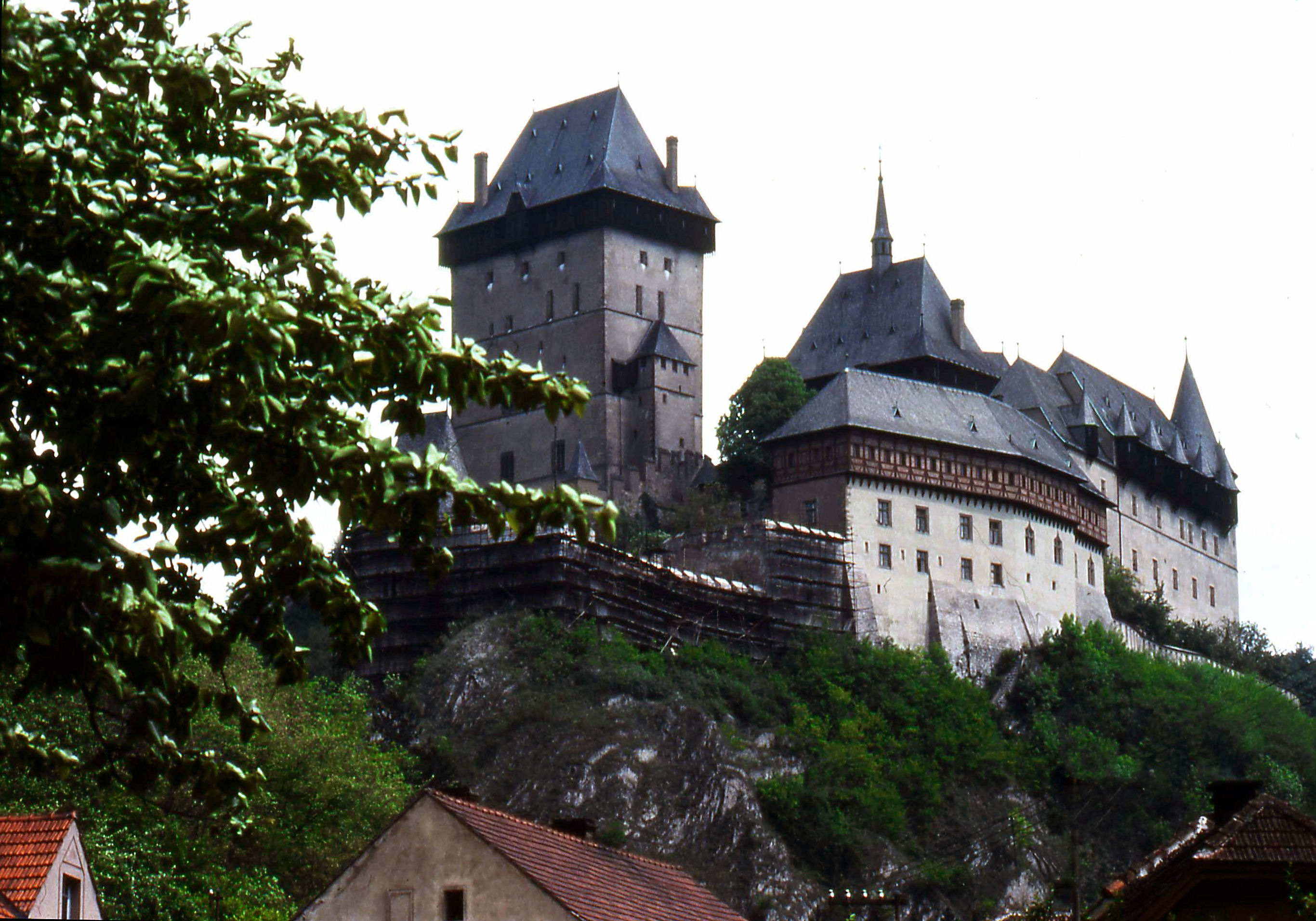
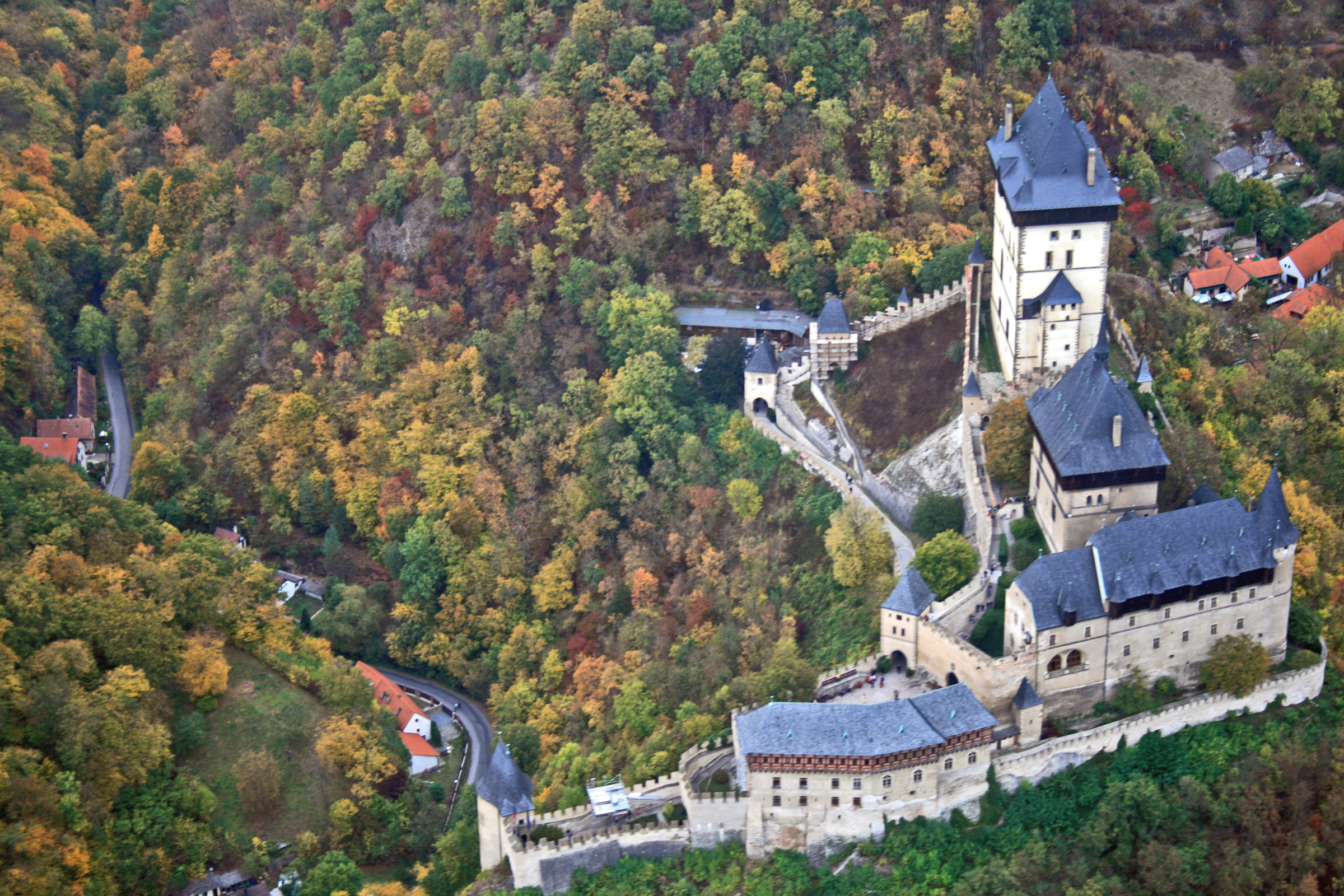